# Chailly-sur-Armançon
Chailly-sur-Armançon és un municipi francès, situat al departament de la Costa d'Or i a la regió de Borgonya - Franc Comtat. L'any 2007 tenia 277 habitants.

## Demografia

### Població
El 2007 la població de fet de Chailly-sur-Armançon era de 277 persones. Hi havia 120 famílies, de les quals 50 eren unipersonals (25 homes vivint sols i 25 dones vivint soles), 33 parelles sense fills, 33 parelles amb fills i 4 famílies monoparentals amb fills.
La població ha evolucionat segons el següent gràfic:
Habitants censats

### Habitatges
El 2007 hi havia 169 habitatges, 124 eren l'habitatge principal de la família, 35 eren segones residències i 9 estaven desocupats. 156 eren cases i 10 eren apartaments. Dels 124 habitatges principals, 90 estaven ocupats pels seus propietaris, 28 estaven llogats i ocupats pels llogaters i 6 estaven cedits a títol gratuït; 2 tenien una cambra, 6 en tenien dues, 22 en tenien tres, 42 en tenien quatre i 52 en tenien cinc o més. 72 habitatges disposaven pel capbaix d'una plaça de pàrquing. A 56 habitatges hi havia un automòbil i a 55 n'hi havia dos o més.

### Piràmide de població
La piràmide de població per edats i sexe el 2009 era:
| Homes | Edats   | Dones |
| ----- | ------- | ----- |
| 0     | 95 o +  | 0     |
| 0     | 90 a 94 | 0     |
| 4     | 85 a 89 | 0     |
| 8     | 80 a 84 | 16    |
| 8     | 75 a 79 | 12    |
| 0     | 70 a 74 | 12    |
| 0     | 65 a 69 | 0     |
| 8     | 60 a 64 | 8     |
| 8     | 55 a 59 | 4     |
| 0     | 50 a 54 | 16    |
| 12    | 45 a 49 | 0     |
| 0     | 40 a 44 | 4     |
| 0     | 35 a 39 | 4     |
| 12    | 30 a 34 | 4     |
| 20    | 25 a 29 | 4     |
| 4     | 20 a 24 | 4     |
| 4     | 15 a 19 | 0     |
| 4     | 10 a 14 | 0     |
| 8     | 5 a 9   | 0     |
| 4     | 0 a 4   | 0     |

## Economia
El 2007 la població en edat de treballar era de 152 persones, 120 eren actives i 32 eren inactives. De les 120 persones actives 113 estaven ocupades (72 homes i 41 dones) i 7 estaven aturades (2 homes i 5 dones). De les 32 persones inactives 12 estaven jubilades, 5 estaven estudiant i 15 estaven classificades com a «altres inactius».

### Ingressos
El 2009 a Chailly-sur-Armançon hi havia 117 unitats fiscals que integraven 274 persones, la mediana anual d'ingressos fiscals per persona era de 15.647 €.

### Activitats econòmiques
Dels 10 establiments que hi havia el 2007, 4 eren d'empreses de construcció, 1 d'una empresa de comerç i reparació d'automòbils, 2 d'empreses d'hostatgeria i restauració, 1 d'una empresa de serveis i 2 d'entitats de l'administració pública.
Dels 5 establiments de servei als particulars que hi havia el 2009, 1 era un taller de reparació d'automòbils i de material agrícola, 2 guixaires pintors i 2 fusteries.
L'any 2000 a Chailly-sur-Armançon hi havia 12 explotacions agrícoles que ocupaven un total de 1.296 hectàrees.

## Poblacions més properes
El següent diagrama mostra les poblacions més properes.